# 最佳傳統音樂專輯獎
傳藝金曲獎最佳傳統音樂專輯獎是由國立傳統藝術中心在臺灣舉辦的現行頒發獎項。

## 歷屆入圍暨得獎名單
|  | 獲獎者 |

### 最佳傳統音樂專輯獎（第25屆～至今）
| 年份 （屆次）                                    | 入圍作品                                                   |
| ------------------------------------------------ | ---------------------------------------------------------- |
| 2014 （第25屆）                                  | 《尋覓複音》 貓貍文化工作室                                |
| 2014 （第25屆）                                  | 《布農Lileh之聲》南投縣信義鄉布農文化協會                  |
| 2014 （第25屆）                                  | 《藍色的思念》繆斯藝術文化有限公司                         |
| 2014 （第25屆）                                  | 《琵琶蠻》風潮音樂國際股份有限公司                         |
| 2014 （第25屆）                                  | 《南方傳奇--港都綺緣》洧誠國際有限公司                     |
| 2015 （第26屆）                                  | 《客家八音》 貓貍文化工作室                                |
| 2015 （第26屆）                                  | 《<記憶‧帛琉>1965-1966年山口修帛琉采風錄》聞聲有限公司     |
| 2015 （第26屆）                                  | 《陳家崑<思>二胡演奏專輯》禾廣娛樂股份有限公司             |
| 2015 （第26屆）                                  | 《竹之聲》台灣竹樂團                                       |
| 2015 （第26屆）                                  | 《<韻迴30>輝煌時光》繆斯藝術文化有限公司                   |
| 2016 （第27屆）                                  | 《山河氣韻．聲聲世世》 榮興工作坊                          |
| 2016 （第27屆）                                  | 《臺灣意象》台灣愛樂民族管絃樂團                           |
| 2016 （第27屆）                                  | 《遶境．喧天》台灣索尼音樂娛樂股份有限公司                 |
| 2016 （第27屆）                                  | 《Mauliyav在哪裡?》洧誠國際有限公司                        |
| 2016 （第27屆）                                  | 《自來生長—南管指套唱奏》禾廣娛樂股份有限公司              |
| 2017 （第28屆）                                  | 《北管亂彈戲》 貓貍文化工作室                              |
| 2017 （第28屆）                                  | 《望明月 - 駱惠賢南管散曲專輯》禾廣娛樂股份有限公司        |
| 2017 （第28屆）                                  | 《扮仙 - 陳中申笛子獨奏曲集》貝岡朵音樂藝術企業社          |
| 2017 （第28屆）                                  | 《聲聞於野 - 劉天華誕辰120紀念專輯》繆斯藝術文化有限公司   |
| 2017 （第28屆）                                  | 《臺灣音畫國樂版 - TCO臺北市立國樂團》繆斯藝術文化有限公司 |
| 2018 （第29屆）                                  | 《一生只豫王海玲經典唱段選粹》 臺灣豫劇團                  |
| 2018 （第29屆）                                  | 《南鳳清聲—南聲社南管音樂專輯》台南市南聲社                |
| 2018 （第29屆）                                  | 《松竹梅—聽見鄭思森》繆斯藝術文化有限公司                  |
| 2018 （第29屆）                                  | 《傾聽臺灣土地的聲音風景》繆斯藝術文化有限公司             |
| 2018 （第29屆）                                  | 《輾轉三思—陳嬿朱精選南管專輯》高雄市立歷史博物館          |
| 2019 （第30屆）                                  | 《nanga tathné 來唱歌ㄖㄚ》 亞洲唱片有限公司               |
| 2019 （第30屆）                                  | 《一紙相思—青和南管指套唱奏》禾廣娛樂股份有限公司          |
| 2019 （第30屆）                                  | 《陳家崑二胡演奏專輯—靜》禾廣娛樂股份有限公司              |
| 2019 （第30屆）                                  | 《若水—黃勤心古琴經典與創作》洧誠國際有限公司              |
| 2019 （第30屆）                                  | 《回家跳舞》大滿舞團                                       |
| 2020 （第31屆）                                  | 《廖瓊枝的聲音美學》 普音文化事業股份有限公司              |
| 2020 （第31屆）                                  | 《一個簫郎-陳中申與桃市國》財團法人桃園市文化基金會        |
| 2020 （第31屆）                                  | 《北管風》台灣愛樂民族管絃樂團                             |
| 2021 （第32屆）                                  | 《絲竹雅韻》 財團法人桃園市文化基金會                      |
| 2021 （第32屆）                                  | 《西拉雅在唱歌》禾廣娛樂股份有限公司                       |
| 2021 （第32屆）                                  | 《桃園四季》財團法人桃園市文化基金會                       |
| 2021 （第32屆）                                  | 《淬煉──瞿春泉創作精選》繆斯藝術文化有限公司               |
| 2021 （第32屆）                                  | 《傳──老歌仔韻．承──本土的根》李靜芳歌仔戲團               |
| 2022 （第33屆）                                  | 《和諧．鳴響》 繆斯藝術文化有限公司                        |
| 2022 （第33屆）                                  | 《大武鄉Paywan歌謠採集》馬雅音樂有限公司                   |
| 2022 （第33屆）                                  | 《世外桃園》財團法人桃園市文化基金會                       |
| 2022 （第33屆）                                  | 《位土地來的歌聲》微笑唸歌團                               |
| 2022 （第33屆）                                  | 《陳家崑〈風〉二胡演奏專輯》大悅文化事業有限公司           |
| 2023 （第34屆）                                  | 《南管七大枝頭排門頭系列—【倍工】四孤、四對》 合和藝苑     |
| 2023 （第34屆）                                  | 《三台山ê風》台灣說唱藝術工作室                            |
| 2023 （第34屆）                                  | 《四季風景．盧亮輝》臺北市立國樂團                         |
| 2023 （第34屆）                                  | 《搜神尋妖 玩樂趣》財團法人高雄市愛樂文化藝術基金會        |
| 2023 （第34屆）                                  | 《經典笛曲（1）百鳥引》風潮音樂國際股份有限公司            |
| 2024 （第35屆）                                  | 《源》 臺北市立國樂團                                      |
| 2024 （第35屆）                                  | 《〈行雲流水〉蘇文慶創作專輯》財團法人桃園市文化基金會     |
| 2024 （第35屆）                                  | 《〈迴．聲〉蘇筠涵琵琶音樂專輯》大聲藝術有限公司           |
| 2024 （第35屆）                                  | 《聽到噠仔聲就知莊中有大事》中華民國國際文化藝術交流協會   |
| 2024 （第35屆）                                  | 《鑠》臺北市立國樂團                                       |
| 2025 （第36屆）                                  |                                                            |
| 《滿空飛》藝萣彩繪工作室                         |                                                            |
| 《陳家崑〈水〉二胡演奏專輯》大悅文化事業有限公司 |                                                            |
| 《臺灣‧福爾摩沙》臺北市立國樂團                  |                                                            |
| 《傳聲錄•泗水關》苗栗陳家班北管八音團            |                                                            |

## 外部連結
- 國立傳統藝術中心 （页面存档备份，存于）
- 第35屆傳藝金曲獎 （页面存档备份，存于）
- 傳藝金曲獎的Facebook專頁